# 寧廠鹽業遺址
大宁盐场遗址位於重慶市巫溪縣寧廠鎮北寶源山麓，文物遺址年代為宋至民国，2009年12月15日列為第二批重慶市文物保護單位。2019年10月7日公布为第八批全国重点文物保护单位。